# Varázslatos fogtündérek
A Varázslatos fogtündérek (eredeti címén The Magical Tooth Faries) német televíziós 2D-s számítógépes animációs sorozat. Magyarországon a Minimax adta le.

## Ismertető
A főhősök, a varázslatos fogtündérek, akik összegyűjtik párna alá tett gyerekek tejfogait. De nem tudni,, hogy mi vár a fogakra, miután a fogtündérekhez kerülnek. A mese főhőse négy csapat tag. A neveik, Lili, Leó, Bikfic, és a Professzor. Négyen együtt tudják mi a válasz a kérdésre. Leónak olyan képessége van, hogy olvasni tud a gyerekek gondolataiban. Lilinek kinetikus energiával rendelkezik, Bikfic át tud látni a falakon röntgensugárral, a Professzor pedig ott terem a földön ahol akar azon a ponton. Az összetartó kis csapat az egész világon segíteni próbál a gyerekeknek. Eközben küzdeniük is kell a kegyetlen Fogcsikor ármánykodásával szemben. A varázslatot felfedezhető és a történet izgalmasan követhető. A meséből az is megtudható, hogy feltétlenül fontos rendszeresen az összes tejfog ápolása és tisztán tartása. A kaland csak ez esetben tud kezdődni.

## Szereplők
| Szereplő   | Eredeti hang | Magyar hang        | Leírás                                                                      |
| ---------- | ------------ | ------------------ | --------------------------------------------------------------------------- |
| Lili       | ?            | Bogdányi Titanilla | A csapat egyik fogtündére, akinek kinetikus energiája van.                  |
| Leó        | ?            | ?                  | A csapat egyik fogtündére, akik olvasni képes a kisgyermekek gondolataiban. |
| Bikfic     | ?            | ?                  | A csapat egyik fogtündére, aki röntgensugárként át lát a falakon.           |
| Professzor | ?            | ?                  | A fogtündérek professzora, aki ott terem a föld bármelyik pontján.          |

További magyar hangok: Berkes Bence, Galbenisz Tomasz, Szokol Péter, Kassai Károly, Forgács Gábor, Baráth István

## Epizódok

### 1. évad
1. A kezdetek
2. Az ellenség ördögi terve
3. Michael nem akar felnőni
4. Állatkerti mulatság
5. Sean a kobold
6. A vidámparkban
7. A farmon
8. Kalózok a fedélzeten
9. Nyári fesztivál fogtündérvárosban
10. A nílusi krokodil
11. Olimpia kincse
12. Utazás a Brazil esőerdőbe
13. A Karib-tenger homokja
14. Római nyomozás
15. Fogtündérek a Machu Picchu-nál
16. Az ellopott kívánság
17. Fogcsikor átveszi a hatalmat
18. Vakáció Franciaországban
19. Szülinap New Yorkban
20. Foumban hercegnője
21. Fogtündérek a Massai Marában
22. Az időutazás
23. Lilli álma
24. Egy nap alatt a föld körül
25. Londoni látogatás
26. Segítsünk a télapónak